# Atrapa a un ladrón (serie de televisión)
Atrapa a un  ladrón es una serie de televisión hispano-argentina de acción y drama que consta de diez episodios. Está protagonizada por Pablo Echarri y  Alexandra Jiménez y coprotagonizada por Luis Machín, Mónica Antonópulos, Agustín Sullivan y Daniel Fanego. También contó con las actuaciones especiales de Cecilia Rosetto y el primer actor Roberto Carnaghi. La ficción cuenta los obstáculos que debe superar un ladrón en relación con su identidad. La serie está basada en la película To Catch a Thief (1955) de Alfred Hitchcock y fue estrenada el 2 de octubre de 2019 por Telefe.

## Sinopsis
Juan Robles (Pablo Echarri), apodado "El Gato", es un ladrón que se ha retirado de su actividad delictiva. Sin embargo, lo llamarán para resolver el enigma de un estafador misterioso que actúa en su nombre, por lo cual Juan buscará descubrir la identidad de esta persona que se hace pasar por él y limpiar así su imagen. A su lado estará su esposa Lola Garay (Alexandra Jiménez), que también es detective y con la que tiene una apasionada relación, pero que desconoce su antigua vida de ladrón.

## Elenco y personajes

### Principales
- Pablo Echarri como Juan «El Gato» Robles
- Alexandra Jiménez como Lola Garay
- Luis Machín como Gabriel Prieto
- Roberto Carnaghi como Román Robles
- Daniel Fanego como Víctor Nolden
- Agustín Sullivan como Antonio Lescano
- Cecilia Rosetto como Luisa Botinelli
- Mónica  Antonópulos como Cecilia Sosa

### Secundarios
- Adrià Collado como Diego Ayala
- Verónica Pelaccini como Soledad Ochoa
- Hernán Jiménez como Mariano Jara
- Diego Alonso como Raúl Villegas
- Micaela Riera como Diana Sapojnic
- Leticia Siciliani como Lucía Sarabia
- Liz Fernández como Paula Robles
- Jorge Marrale como Adolfo Urrutia
- Natalia Lobo como Cristina Prieto
- Carlos Belloso como Hugo Zanetti
- Juan Pablo Geretto como Norberto Mansilla
- Arturo Bonín como Héctor Robles
- Guillermo Arengo como Eduardo Chiellini

## Episodios
| N.º | Título                               | Dirigido por  | Escrito por                      | Fecha de emisión original | Audiencia (millones) |
| --- | ------------------------------------ | ------------- | -------------------------------- | ------------------------- | -------------------- |
| 1   | «El gato»                            | Pablo Vásquez | Jordi Calafí y Carolina González | 2 de octubre de 2019      | 11,0                 |
| 2   | «Flashbacks»                         | Pablo Vásquez | Jordi Calafí y Carolina González | 9 de octubre de 2019      | 8,6                  |
| 3   | «Los amigos son amigos»              | Pablo Vásquez | Jordi Calafí y Carolina González | 16 de octubre de 2019     | 6,6                  |
| 4   | «Como dos extraños»                  | Pablo Vásquez | Jordi Calafí y Carolina González | 23 de octubre de 2019     | 6,2                  |
| 5   | «Ladrón que roba a ladrón»           | Pablo Vásquez | Jordi Calafí y Carolina González | 30 de octubre de 2019     | 6,4                  |
| 6   | «Gato por liebre»                    | Pablo Vásquez | Jordi Calafí y Carolina González | 6 de noviembre de 2019    | 6,0                  |
| 7   | «Caminando por el lado salvaje»      | Pablo Vásquez | Jordi Calafí y Carolina González | 13 de noviembre de 2019   | 4,9                  |
| 8   | «El amor después del amor»           | Pablo Vásquez | Jordi Calafí y Carolina González | 20 de noviembre de 2019   | 5,4                  |
| 9   | «Sangre de mi sangre»                | Pablo Vásquez | Jordi Calafí y Carolina González | 27 de noviembre de 2019   | 4,0                  |
| 10  | «La mejor pareja para un buen tango» | Pablo Vásquez | Jordi Calafí y Carolina González | 4 de diciembre de 2019    | 4,4                  |

## Desarrollo

### Producción
En diciembre de 2018 se informó de que Telefe iba a desarrollar un proyecto televisivo, junto con España, que sería una serie de televisión basada en la película To Catch a Thief (1955) de Alfred Hitchcock y que se estrenaría en 2019. Seguidamente se confirmó que el protagonista sería Pablo Echarri y que lo acompañarían Mónica Antonópulos y Agustín Sullivan, mientras que la adaptación estaría a cargo de Javier Olivares, creador de la serie española El ministerio del tiempo. En enero de 2019 se informó de que "Viacom International Media Networks Europa Sur y Occidental, Oriente Medio y África" y "Viacom International Studios Latinoamérica" serían las empresas productoras de la serie y que la misma constaría de 10 episodios. Asimismo, se anunció que la actriz española Alexandra Jiménez sería la protagonista femenina de la producción y que la misma se rodaría en Barcelona y Buenos Aires.
En abril de 2019, Paramount Channel Italia lanzó el primer tráiler de la serie, la cual se estrenó en julio del mismo año en dicho país con el título de Caccia al ladro. En septiembre, Telefe anunció que la serie se estrenaría en su pantalla el 2 de octubre, y que al día siguiente estarían disponibles todos los episodios en la plataforma digital de Cablevisión Flow.

## Premios y nominaciones
| Lista de premios y nominaciones | Lista de premios y nominaciones | Lista de premios y nominaciones | Lista de premios y nominaciones | Lista de premios y nominaciones | Lista de premios y nominaciones | Lista de premios y nominaciones |
| Año                             | Organización                    | Categoría                       | Nominado/a (s)                  | Resultado                       | Ref(s)                          |                                 |
| ------------------------------- | ------------------------------- | ------------------------------- | ------------------------------- | ------------------------------- | ------------------------------- | ------------------------------- |
| 2020                            | Produ Awards                    | Mejor Serie                     | Atrapa a un ladrón              | Nominado                        | [ 17 ]                          |                                 |